# IZair
IZair was een particuliere luchtvaartmaatschappij die opereerde vanuit İzmir, Turkije. De maatschappij werd opgericht in april 2005 door ondernemers uit İzmir en vliegt sinds juni 2006. Kort hierna was IZair overgenomen door Esas Holding, moederbedrijf van Pegasus Airlines en grootste buitenlandse aandeelhouder van het voormalige Air Berlin. IZair heeft als een zelfstandige maatschappij blijven bestaan tot en met december 2018.

## Code-data
- IATA-code: 4I (IZair vliegt echter haar vluchten onder de IATA-code van Pegasus Airlines)
- ICAO-code: IZM
- Callsign: Izmir

## Bestemmingen
Onder de binnenlandse bestemmingen van IZair bevinden zich Adana, Ankara, Antalya, Bodrum, Diyarbakir, Istanbul, İzmir, Mardin, Samsun en Trabzon. 
Vanaf november 2006 werden ook internationale vluchten aangeboden. De eerste internationale bestemmingen waren Luchthaven Frankfurt am Main en Luchthaven Konrad Adenauer Köln-Bonn. 
In de zomer van 2009 werden de volgende internationale bestemmingen aangevlogen:
Amsterdam, Bazel, Ercan, Düsseldorf, Stuttgart, München, Zürich en Wenen
Alle vluchten werden uitgevoerd in samenwerking met de Turkse chartermaatschappij Pegasus Airlines, waarbij zo nu en dan ook een toestel van Pegasus Airlines wordt gebruikt. Voor deze vluchten gebruikt IZair de IATA-code van Pegasus Airlines; H9.

## Vloot
Vanaf augustus 2006 beschikte IZair over drie Airbus A319-100-toestellen. In maart 2012 bezat IZair nog 3 toestellen van het type Airbus A319.
- 3 x Airbus A319-100 (registratie: TC-IZH (Göztepe), TC-IZM (Alsancak) en TC-IZR (Karşıyaka))
- 3 x Airbus A320-200 (Registratie: TC-IZA, TC-IZO, TC-IZL))
- De gemiddelde leeftijd van de toestellen in de IZair-vloot bedroeg 7,0 jaar (maart 2012).
- Alle Airbus-toestellen zijn vernoemd naar de stadsdelen van İzmir.
- in 2012 werd de laatste A319 terug gestuurd naar de leasemaatschappij.